# Religia w Erytrei

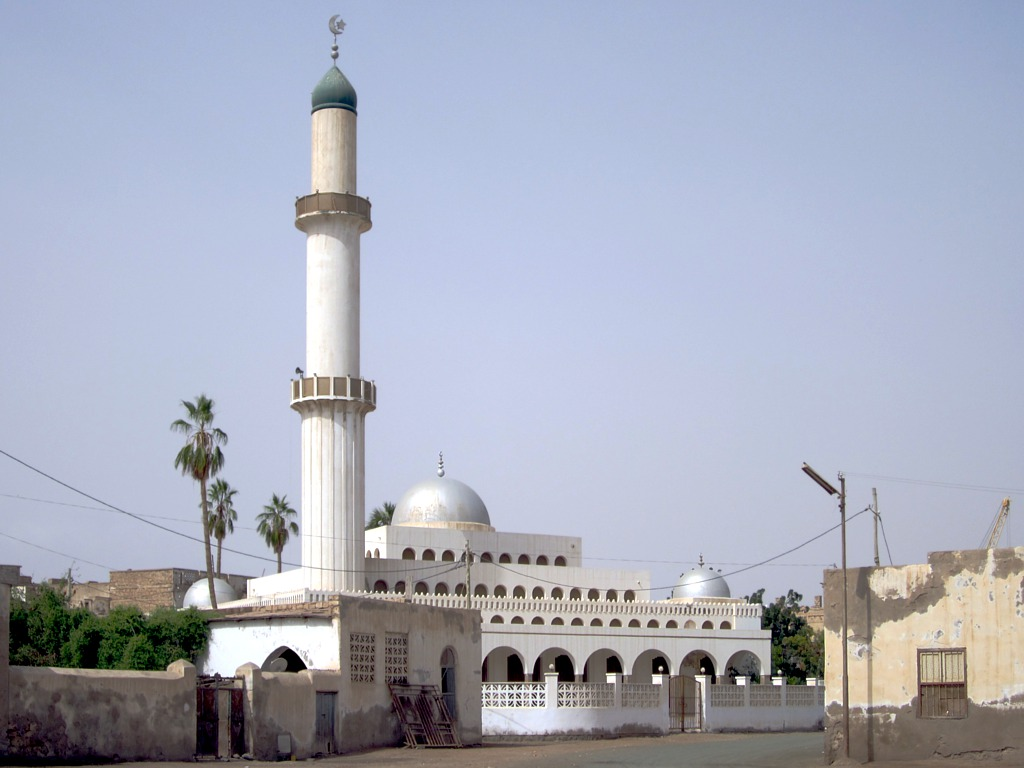
Meczet Szejka Hanafiego z XV wieku w Massaua

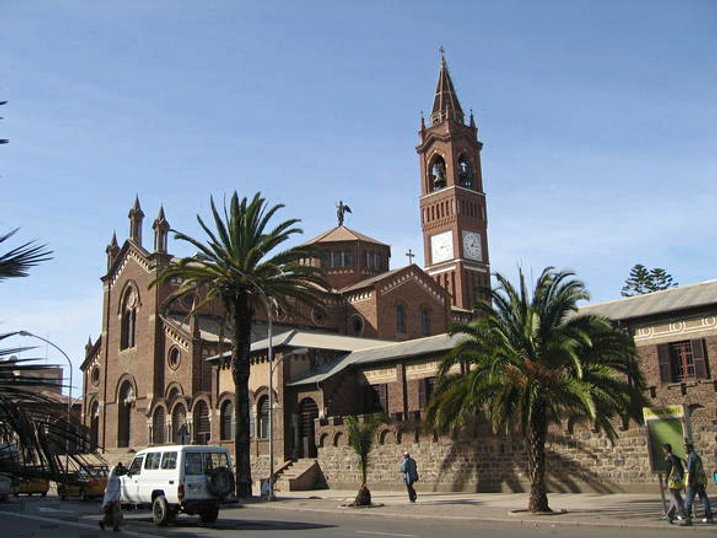
Kościół Matki Bożej Różańcowej w Asmarze

Religia w Erytrei zdominowana jest przez religie abrahamowe. Rząd uznaje jedynie cztery zarejestrowane grupy religijne: islam sunnicki, oraz trzy chrześcijańskie odłamy: Erytrejski Kościół Ortodoksyjny, Kościół rzymskokatolicki i Kościół Ewangelicko-Luterański Erytrei. 
Według World Christian Database (WCD) z 2021 roku: 51,4% populacji to muzułmanie, 47,0% to chrześcijanie, ponad 1% to osoby niewierzące i 0,5% wyznawało tradycyjne religie plemienne. Ogromna większość chrześcijańskiej populacji Erytrei należy do Erytrejskiego Kościoła Ortodoksyjnego Tewahedo, ponadto odnotowano 177 tys. katolików, 72,8 tys. protestantów i 12,6 tys. członków niezależnych kościołów. Chrześcijanie to głównie Tigrajczycy, podczas gdy muzułmanie przeważają na północy kraju wśród ludów Tigre i Rashaida.
Międzynarodowe organizacje pozarządowe (NGO) i międzynarodowe media stale donoszą o różnym stopniu nadużyć, wobec wszystkich grup religijnych w kraju. Członkowie nieuznanych grup religijnych zgłaszają przypadki uwięzienia i aresztowania. Według raportu z 2020 roku rząd bez żadnych procesów i postawienia zarzutów przetrzymywał 345 przywódców i urzędników kościelnych, podczas gdy liczba zatrzymanych świeckich wahała się od 800 do więcej niż 1000. Władze aresztowały także 36 Świadków Jehowy za działalność religijną, bez postawienia aktu oskarżenia więziono 36 Świadków Jehowy. We wrześniu, na początku roku szkolnego 2022, dwie ostatnie szkoły katolickie zostały zamknięte lub przekształcone w szkoły publiczne.
Kraj jest na niechlubnym 4. miejscu w rankingu organizacji Open Doors pod względem prześladowań na świecie. Za główny powód prześladowań chrześcijan podaje się totalitarne rządy prezydenta Isajasa Afewerki. Aby utrzymać się przy władzy reżim aresztuje, prześladuje i zabija chrześcijan krytycznych wobec władz, często pod pretekstem, że są agentami Zachodu. Organizacje praw człowieka uważają Erytreę za jeden z najbardziej represyjnych krajów na świecie.